# Бене (Україна)
Бе́не (колишня назва — Добросілля) — село в Берегівській громаді Берегівського району Закарпатської області України. Населення — 1 409 осіб (станом на 2001 рік). Колишня назва — Добросілля. Назва Бене є, ймовірно, скороченою версією імені Бенедикт.
Місцевий вчитель-пенсіонер у своїй книзі «Подорож в минуле виноградних місць гори Бені» пише :
«Без похвали можу стверджувати, що це село найзатишніше не тільки у винному окрузі Берегова, але й у всьому Закарпатті. З півдня його оточує Велика рівнина (Нодьолфелд), а з півночі — гориста місцевість Карпат. Клімат теплий, оскільки гори захищають селище від холодних північних вітрів!».

## Населення

### Мова
Розподіл населення за рідною мовою за даними перепису 2001 року:
| Мова            | Кількість | Відсоток |
| --------------- | --------- | -------- |
| угорська        | 1277      | 90.63%   |
| українська      | 119       | 8.45%    |
| російська       | 11        | 0.78%    |
| румунська       | 1         | 0.07%    |
| інші/не вказали | 1         | 0.07%    |
| Усього          | 1409      | 100%     |

## Історія
Старовинне село Бене було засноване угорцями на правому березі річки Боржави (притока Тиси). Головною культовою спорудою міста і, можливо, його головним оборонним пунктом був костел. Храм зведений за 50 м від річкового русла поблизу головної дороги, що перетинає село і веде в східні райони Закарпаття. Костел побудований у ключовій точці села — у місці, де дорогу перетинало русло річки і де був споруджений міст.
Перша письмова згадка про село датується 1269 роком, село згадується як Bhene у дарчому листі короля Бели IV на володіння. З 1333-го року село перейшло у володінні католицької церкви. Пізніше священник на ім'я Келемен повністю викупив землі селища за ціною три гроші за десятину. Судячи з усього, корінним населенням села були селяни, що займалися лісництвом.
За часів середньовіччя частина населення Бене була у володінні панів замку Квасово, що розташоване по сусідстві. Впродовж багатьох століть селищем володіли такі знатні сім'ї, як Бережи Хелеле, Йолчи, Силаді Ержібет — мати короля Матьяша, сім'ї: Руської, Добов, Сейкель, Перейні, Матучинаї, Ратоні, Моккої, Вашархельі, Погань.
У 15 ст. в селі споруджено храм у романському стилі. Припускають, що церква свого часу мала оборонний характер.
У 16 ст. поселення мало офіційний статус містечка ("oppidum"). З 1551 р. мало власну печатку з гербом: у щиті - серп руків'ям донизу; корону над щитом увінчано виноградною лозою; довкола латинський напис "Sigillum Oppidi Bhene" (1904 р. цей герб було офіційно підтверджено владою Австро-Угорської імперії).
У 1567 р. Бене постраждало від нападу татар. З сорока семи дворів в селі залишилось лише п'ять. Будівлю церкви було також пошкоджено.
В 1593 р. громада прийняла реформатську віру, а храм було перебудовано.
В 1657 р. величезна пожежа знищила село. Так князь Любомирський помстився воєводі Дьодю ІІ Ракоці за його посягання на польський трон.
Ференц II Ракоці в своїх мемуарах згадує, що 14-го липня 1703 року він зі своїми військом спустився з карпатських гір біля селища Бене і переправився через річку Боржаву. Все це відбувалося безпосередньо перед легендарною тісобечською (селище Тісобеч — тепер у складі Угорщини) переправою.
Напередодні цих подій наш земляк — Папп Міхаль разом з селянським ватажком Есе Томашем вже брав участь у військовому поході на Польщу у війську Ракоці ІІ. Вони разом розгорнули повстанський прапор в селищі Торпа, Вари, а пізніше і в місті Береговому. Полонених, схоплених під селищем Вари, після повстанської битви з гайдуками саме в Бені примусили присягнути на вірність князеві Ракоци.
51 доброволець під керівництвом місцевого реформатського священника брав участь у народно-визвольному русі 1848–1849 років проти загонів австрійського генерала Барко, який наступав з боку Галичини.

## Сучасність
В 1992 року в Бене встановлений пам’ятник жертвам сталінізму та Другої світової війни. Тоді ж були упорядковані могили вбитих в 1944 р. угорських полонених солдат. Ці могили розташовані поруч зі старим єврейським кладовищем.
В 2001 року за сприяння міської управи ХІ району міста Будапешт в селі побудований новий двоповерховий Будинок села, де, окрім сільської ради, влаштований і місцевий культурний центр, де періодично організовують виставки народної творчості, робіт місцевих художників тощо. У дворі біля Будинку села створений парк дерев’яних скульптур, який став туристичною візитівкою села. В 2010 р. була урочисто відкрита скульптурна група на честь семи праугорських вождів.  Автор композиції угорський майстер різьблення по дереву Пінтер Ласло увіковічений на меморіальній дошці на стіні Будинку села. Інша дошка, у пам'ять графа Лайоша Батяні, була відкрита 2007 року.

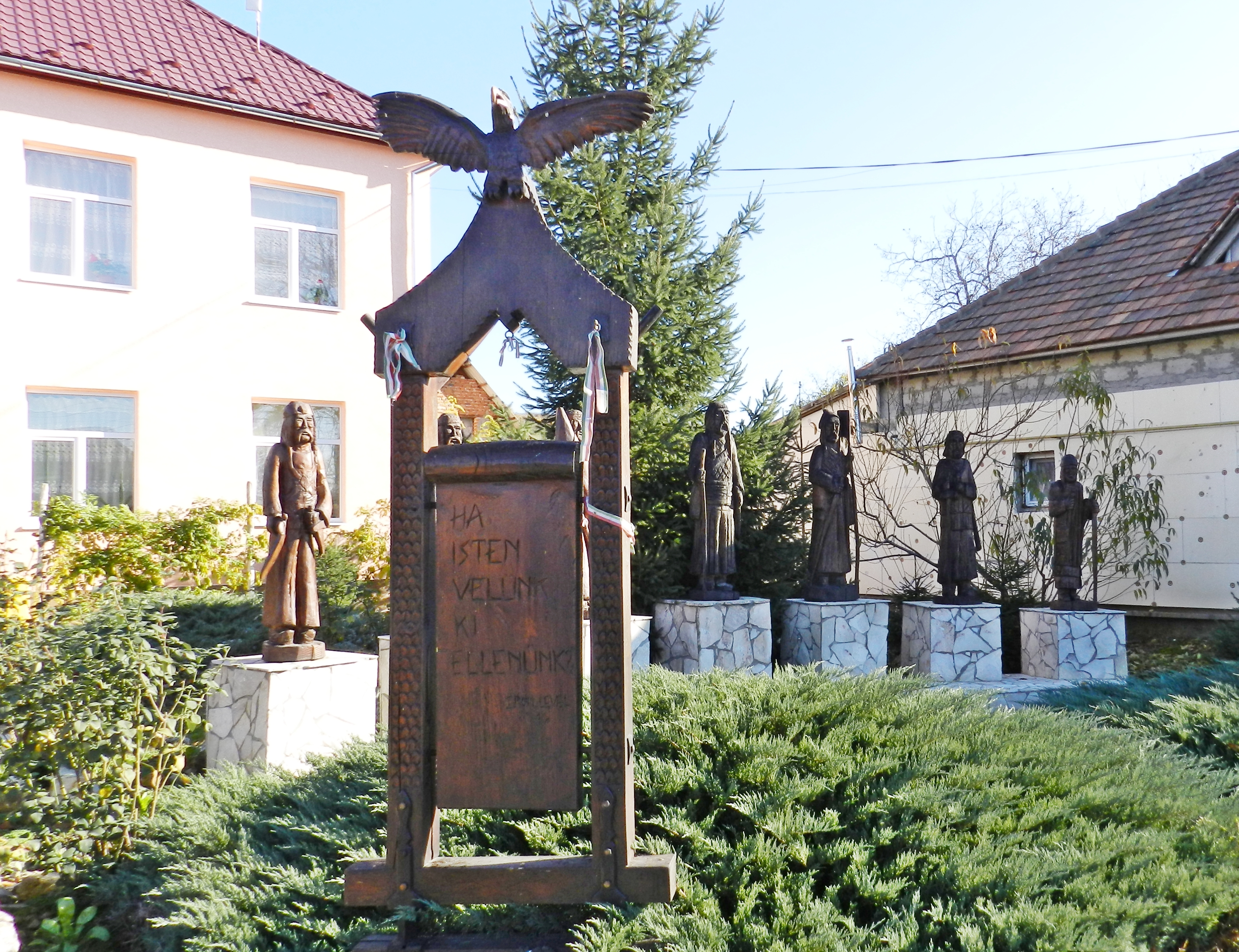
Будинок села

## Герб
У перетятому та напіврозтятому щиті срібна хвилеподібна балка. У першій частині в лазуровому полі на трьох зелених пагорбах, середній вище, срібне ягня, з золотим німбом, обтяженим таким же розширеним хрестом, що тримає в лапах срібний прапор, обтяжений червоним хрестом, з раною, з якої червона кров витікає в золоту чашу, яке супроводжується в правому верхньому кутку золотим усміхненим сонцем, а лівому верхньому кутку - срібним півмісяцем вправо. Друга частина семиразово перетята червоним і срібним. У третій частині в червоному полі срібний ріг достатку із золотим яблуком, лазуровим гроном винограду із зеленим листом та золотим колосом.

## Пам'ятки

### Храм Серця Ісуса
Храм Серця Ісуса (кінець XIV ст.) — пам'ятка архітектури національного значення. Реєстровий номер: 1110/0.
Храм заслуговує на увагу не лише як цікава стародавня споруда, а й як зразок майже ідеальної реставрації і повернення пам'ятці первісного вигляду. У 1999 році за матеріальної та фахової допомоги з Угорщини проведено реставраційні роботи. Дахам повернуто оригінальну форму і ґонтове покриття, ґонт похилими площинами вкрив і верхівки контрфорсів, над вежею здійнявся стрункий готичний шпиль.
Цікаво, що богослужіння католиків і греко-католиків відбуваються у храмі за домовленістю.

### Маєток Йозефа Пума

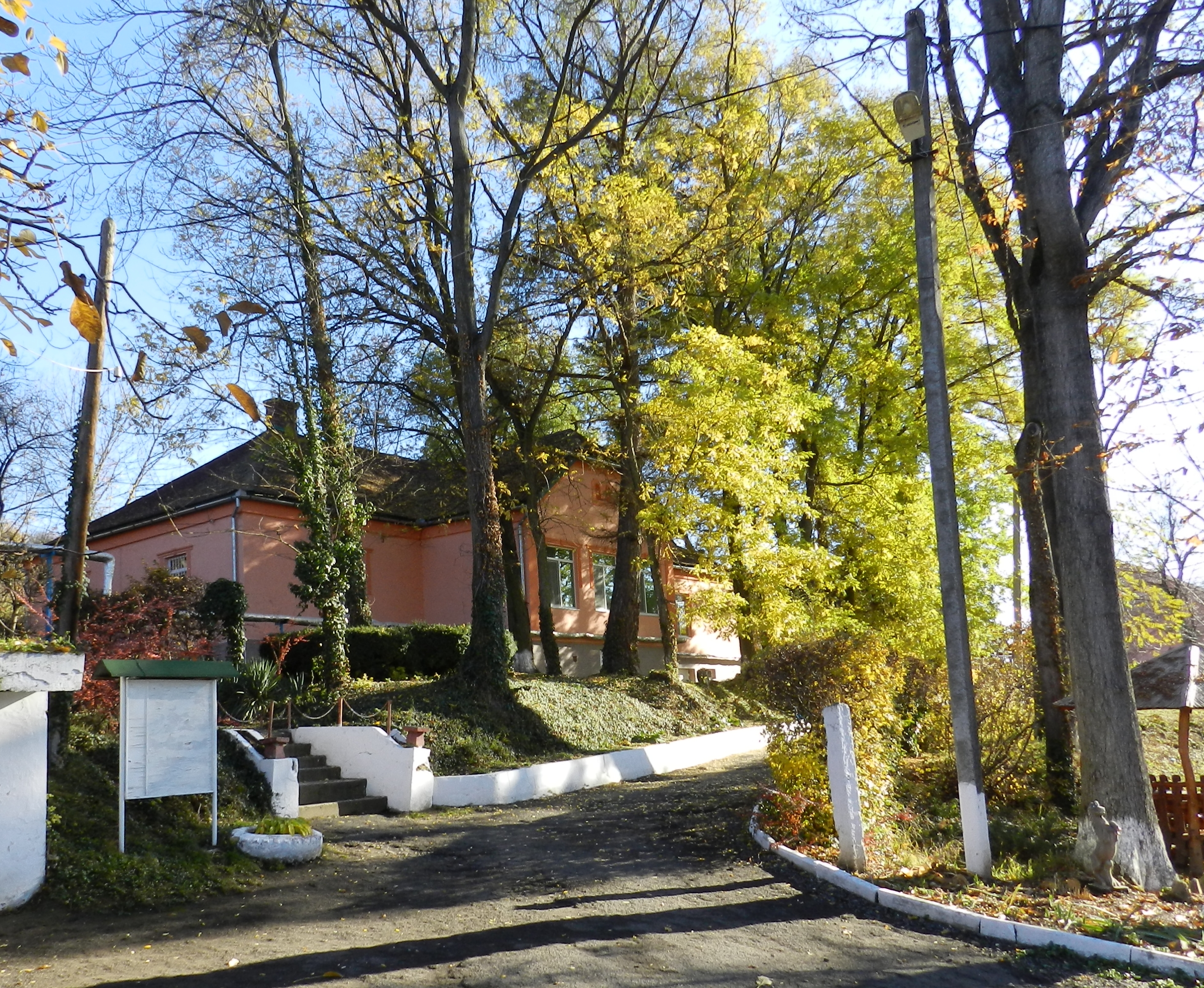
Колишня садиба поміщика Йозефа Пума

Цікавою пам’яткою садибного типу є колишній маєток місцевого землевласника, винороба та виноградаря Йозефа Пума. Його садиба була зведена близько 1928 року. Хоча викарбувані в різних місцях (фундамент, льох тощо) дати свідчать про наявність тут будівель значно ранішого часу – ще до початку ХІХ ст.
Після націоналізації майна у 1940-50-х роках в маєтку функціонувала однорічна садівничо-виноградарська школа, згодом — дитячий будинок (інтернат) для дітей дошкільного віку з психофізичними вадами. Наприкінці 2013 року рішенням Закарпатської облради цей заклад ліквідували, а вивільнений комплекс будівель передали з власності області у власність Берегівського району — з наступним створенням дошкільного навчального закладу. Наразі доля цього комплексу остаточно не вирішена.

### Інші пам'ятки
- дошка у пам'ять графа Лайоша Батяні
- парк дерев’яних скульптур
- пам’ятник жертвам сталінізму та Другої світової війни
- старе єврейське кладовище

### Археологічні знахідки
На віддалі 350 м від села на вершині тераси правого берега річки Боржави є пізньопалеолітична стоянка. Обабіч дороги Добросілля – Квасове трапляються поодинокі знахідки крем'яних виробів палеолітичного часу. На південному схилі гори Гайош 1932 року знайдено бронзовий скарб, у якому було 20 браслетів. Датується епохою пізньої бронзи. На території Добросілля відома знахідка посудини типу гідрії 470–430 років до нашої ери та кількох римських монет.

### Туристичні місця
-   На віддалі 350 м від села на вершині тераси правого берега річки Боржави є пізньопалеолітична стоянка.
-   Обабіч дороги Бене – Квасове трапляються поодинокі знахідки крем'яних виробів палеолітичного часу.
-   На південному схилі гори Гайош 1932 року знайдено бронзовий скарб, у якому було 20 браслетів. Датується епохою пізньої бронзи.
-   На території Бене відома знахідка посудини типу 470–430 років до
-   пам’ятник репресованим від сталінізму та Другої світової війни
-   старе єврейське кладовище
-   Маєток Йозефа Пума
-    дошка, у пам'ять графа Лайоша Батяні
-   парк дерев’яних скульптур
-    Храм Серця Ісуса (кінець XIV ст.) 

## Економіка
- Виноробня Георгея і Ласло Параски. У агросадибі братів Парасок налічується понад 180 сортів винограду. Вина, які виробляють за стародавніми та секретними сімейними рецептами, можна продегустувати у великий 17-метровій печері.